# Psalidomyrmex procerus
Psalidomyrmex procerus är en myrart som beskrevs av Carlo Emery 1901. Psalidomyrmex procerus ingår i släktet Psalidomyrmex och familjen myror. Inga underarter finns listade i Catalogue of Life.

## Bildgalleri

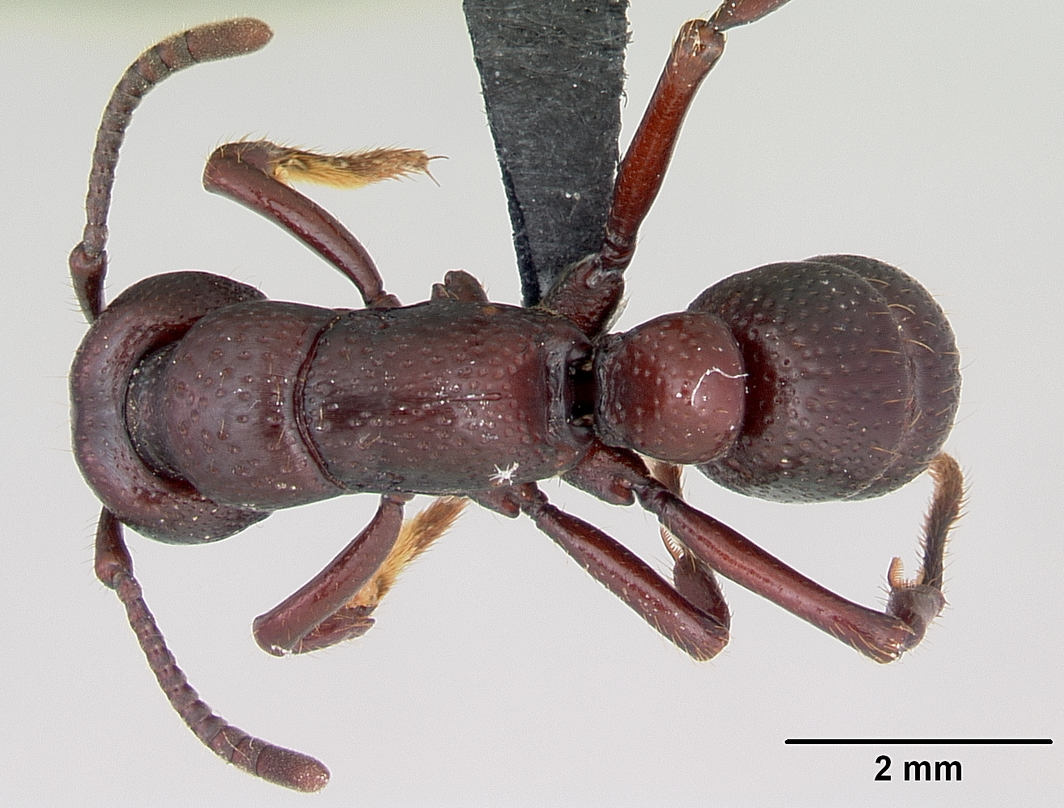
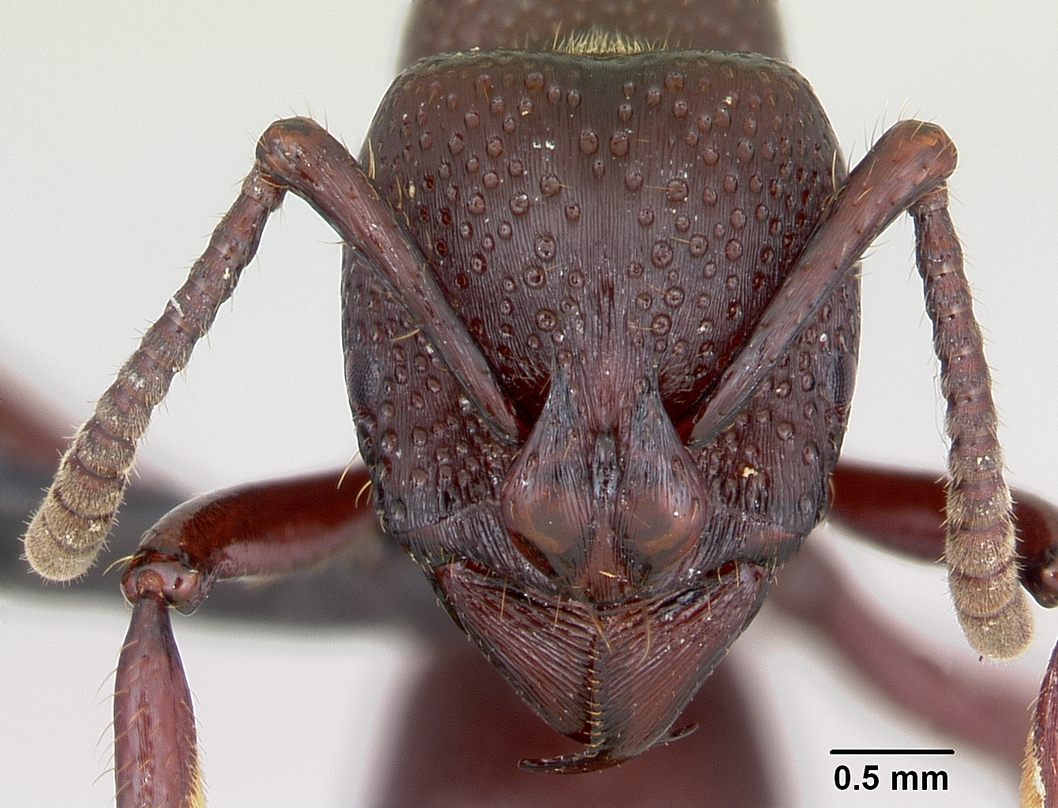
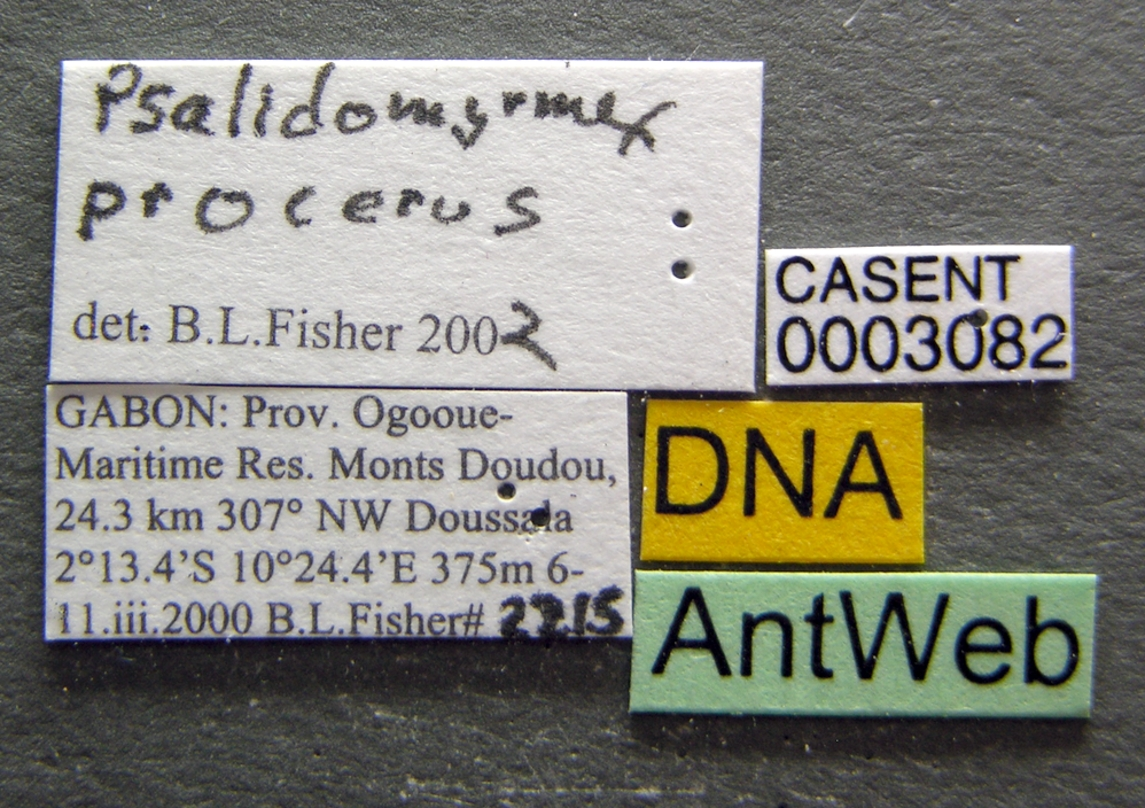
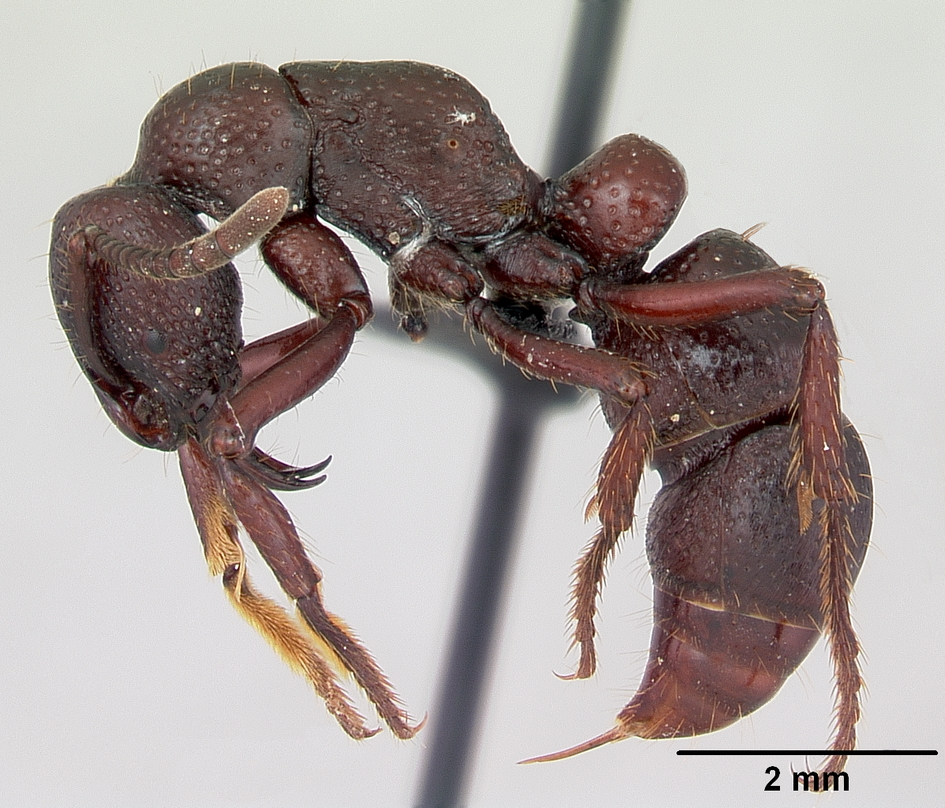
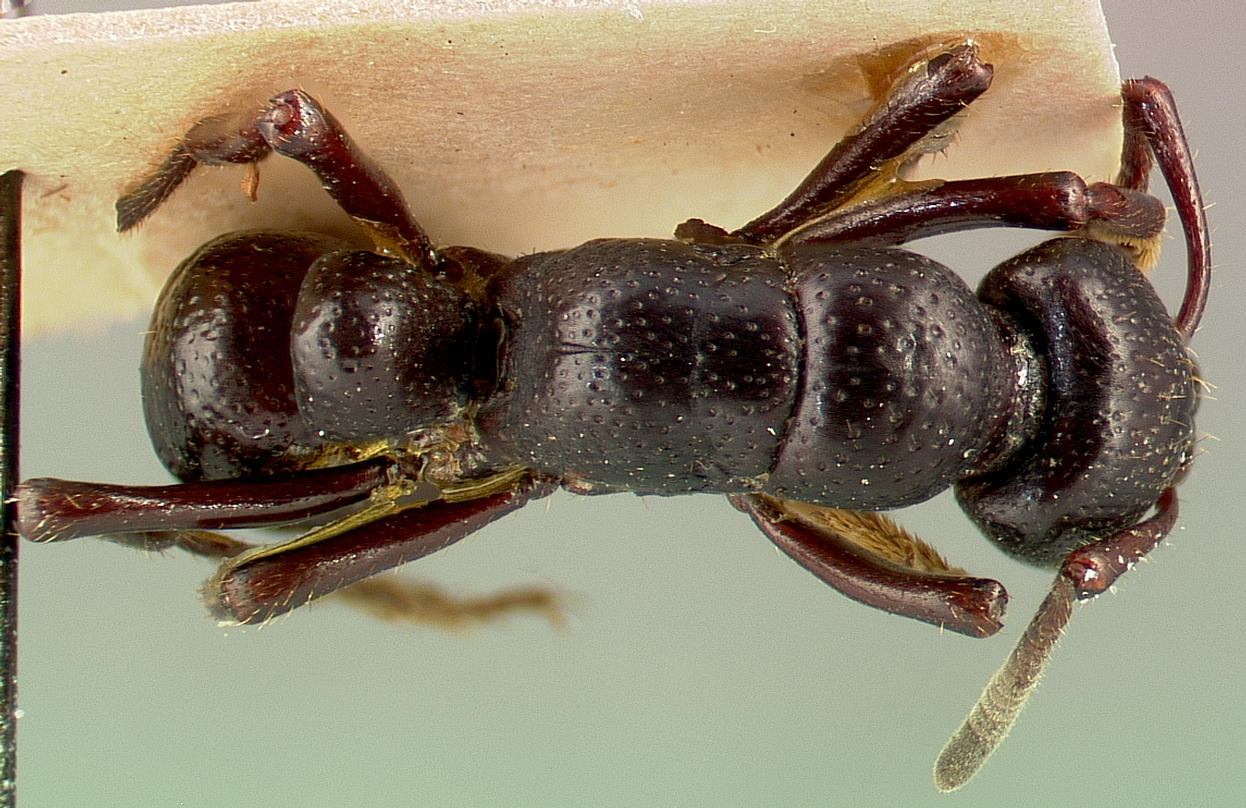
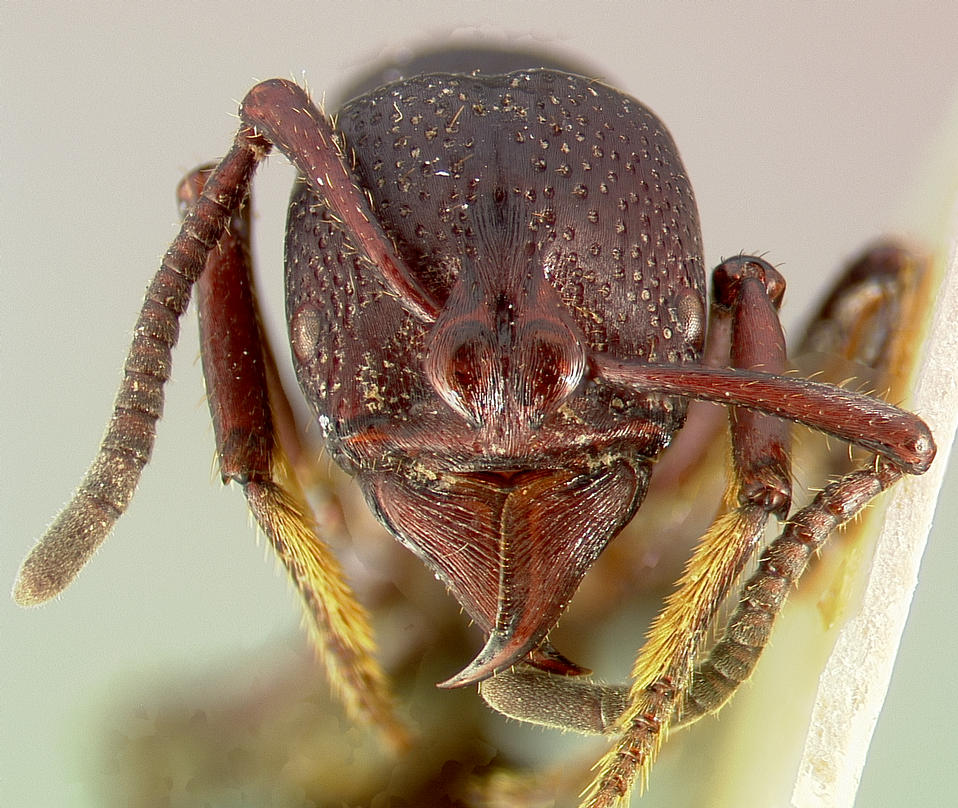